# 하우메아족

하우메아족(녹색), 고전적 카이퍼 대 천체(파랑), 명왕성족 및 다른 공명 해왕성 바깥 천체(빨강), 산란원반 천체(회색)을 나타낸 도표. 반지름은 궤도 긴반지름을, 각도는 궤도 경사를 나타낸다.

하우메아족(영어: Haumea family)은 해왕성 바깥 천체 중 유일한 소행성족이다. 하우메아족 천체들은 서로 궤도 요소가 비슷하고 스펙트럼이 거의 순수한 얼음으로 같으며, 따라서 한 천체가 부서져 생성되었다고 여겨진다. 계산에 따르면, 해왕성 바깥 천체 중 하우메아족 이외의 소행성족은 존재하지 않는다.

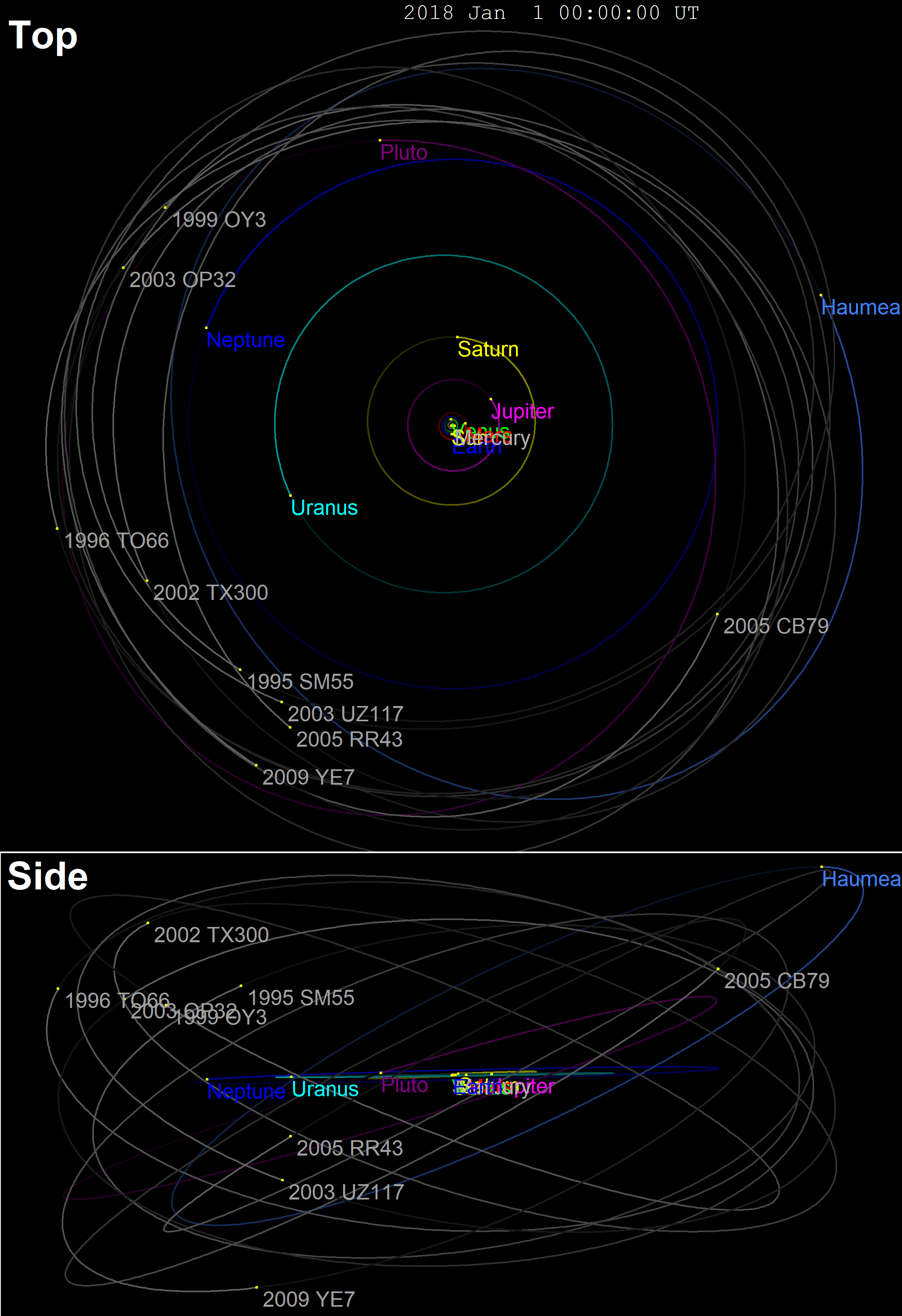
하우메아족 천체들의 궤도. 긴반지름 43 AU, 궤도 경사 27° 근방으로 궤도가 비슷하다.

| 천체       | (H) | 지름 반사율=0.7 | V–R  |
| ---------- | --- | --------------- | ---- |
| 하우메아   | 0.2 | 1,460 km        | 0.33 |
| 2002 TX300 | 3.4 | 332 km          | 0.36 |
| 2003 OP32  | 3.9 | 276 km          | 0.39 |
| 2005 RR43  | 4.1 | 252 km          | 0.41 |
| 2009 YE7   | 4.5 | 200 km          |      |
| 1995 SM55  | 4.6 | 191 km          | 0.39 |
| 2005 CB79  | 4.7 | 182 km          | 0.37 |
| 1996 TO66  | 4.8 | 174 km          | 0.39 |

## 특성
왜행성 하우메아는 하우메아족에서 가장 큰 천체로, 하우메아족 모천체의 중심부이다. 하우메아족에 속하는 다른 천체들은 하우메아의 위성들과 카이퍼 대 천체 (55636) 2002 TX300, (24835) 1995 SM55, (19308) 1996 TO66,  (120178) 2003 OP32, (145453) 2005 RR43, (86047) 1999 OY3, (416400) 2003 UZ117, (308193) 2005 CB79, 2003 SQ317, (386723) 2009 YE7로, 모두 하우메아로부터 150 m/s 이하의 속도로 떨어져나온 것으로 추정된다. 하우메아족 천체 중 절대 등급이 큰 천체들은 반사율이 일반적인 TNO와 비슷하다면 지름 400 ~ 700 km로 왜행성 후보에 들어갈 것이지만, 얼음 함량이 많아 반사율이 높을 것으로 추정되어 실제 지름은 더 작을 것이다.
하우메아족 천체들의 궤도 요소 분산은 몇 퍼센트 이내(긴반지름 5%, 궤도 경사 1.4°, 궤도 이심률 0.08)로 매우 작은 편이다.
하우메아족 천체들은 공통적으로 색지수가 중성이고 적외선에서 얼음의 특징인 1.5 ~ 2.0 μm 대역의 흡수선이 나타난다.

### 하우메아족 천체의 궤도
| 이름                | 평균 근점 이각 M° | 역기점    | 진근점 이각 ω | 승교점 경도 Ω° | 궤도 경사 i° | 이심률 e | 궤도 긴반지름 a (AU) | H   | 반사율   |
| ------------------- | ----------------- | --------- | ------------- | -------------- | ------------ | -------- | -------------------- | --- | -------- |
| 136108 하우메아     | 214.06            | 2458000.5 | 238.87        | 121.97         | 28.203       | 0.1893   | 43.355               | 0.2 | 0.80     |
| (19308) 1996 TO66   | 138.31            | 2458000.5 | 239.73        | 355.26         | 27.476       | 0.122    | 43.145               | 4.8 | 0.7      |
| (24835) 1995 SM55   | 329.45            | 2458000.5 | 72.599        | 21.109         | 27.096       | 0.1019   | 41.627               | 4.6 | 0.7      |
| (55636) 2002 TX300  | 76.403            | 2458000.5 | 338.27        | 324.60         | 25.862       | 0.1234   | 43.065               | 3.4 | 0.88     |
| (86047) 1999 OY3    | 63.503            | 2458000.5 | 304.61        | 301.79         | 24.215       | 0.1726   | 43.852               | 6.8 | 0.7      |
| (120178) 2003 OP32  | 72.44             | 2458000.5 | 68.382        | 182.93         | 27.213       | 0.1082   | 43.182               | 3.9 | 0.7      |
| (145453) 2005 RR43  | 46.801            | 2458000.5 | 278.41        | 85.81          | 28.552       | 0.1357   | 43.0                 | 4.1 | 0.70     |
| (308193) 2005 CB79  | 320.83            | 2458000.5 | 91.14         | 112.85         | 28.646       | 0.1467   | 43.555               | 4.7 | 0.70     |
| (386723) 2009 YE7   | 182.13            | 2458000.5 | 99.742        | 141.60         | 29.089       | 0.1478   | 44.164               | 4.5 | 0.70     |
| (416400) 2003 UZ117 | 339.93            | 2458000.5 | 247.4         | 204.7          | 27.472       | 0.1299   | 44.051               | 5.3 |          |
| 2003 SQ317          | 6.9467            | 2458000.5 | 191.80        | 176.3          | 28.618       | 0.0766   | 42.488               | 6.2 | 0.05-0.5 |

## 형성 및 진화
하우메아족을 형성한 모천체는 지름 1660 km, 밀도 2.0 g/cm3로 명왕성이나 에리스와 비슷했을 것이라고 추정된다. 충돌로 인해 하우메아족 천체들은 질량의 20%에 해당하는 얼음 일부를 잃었고, 밀도가 증가했다.
하우메아족 천체들의 궤도는 형성 시의 충돌로만으로는 설명할 수 없다. 하우메아의 궤도 요소의 분산을 설명하려면 약 400 m/s 정도의 속도 분산이 필요하지만, 만약 그렇다면 파편은 더 멀리 퍼졌을 것이다. 이 문제는 하우메아에서만 나타나며, 다른 천체들은 속도 분산이 140 m/s 정도만 필요하다. 이 문제에 대해 브라운 등은 하우메아의 이심률이 충돌 이후에 변했다고 주장했다. 하우메아족 천체 중 하우메아만 궤도가 해왕성과 7:12 궤도 공명이 일어나는데, 이로 인해 이심률이 증가했을 수 있다.
이 문제에 대한 두 번째 이론은 형성 과정이 좀 더 복잡했다고 추정한다. 충돌 시 방출된 물질들이 하우메아 옆에 대형 위성을 형성해 조석 가속을 통해 하우메아와의 거리가 멀어진 다음, 두 번째 충돌이 일어나 파편을 다시 흩뿌렸다는 이론으로, 이 이론에서 필요한 속도 분산은 약 190 m/s로 실제 값인 140 m/s와 가까우며, 이 속도가 하우메아의 탈출 속도인 900 m/s보다 현저히 낮다는 문제도 피해갈 수 있다.
충돌로 소행성족이 형성되었다는 점에서 하우메아족 천체가 산란원반에서 온 것일 가능성이 있다. 현재 카이퍼 대의 듬성듬성한 소행성체 분포로 보면 태양계의 나이 정도의 기간에 충돌이 일어날 가능성은 0.1% 미만이며, 만약 태양계 형성 초기 소행성체 밀도가 높은 카이퍼 대에서 형성되었다면 해왕성이 형성될 때 중력 교란으로 전부 흩어졌을 것이라고 추정되기 때문에, 하우메아족의 기원이 된 천체는 산란원반에서 온 것이라고 추정된다. 시뮬레이션에서는 태양계에서 이러한 소행성족이 형성될 가능성은 약 50%이기 때문에, 하우메아족이 매우 특별한 경우일 수도 있다.
소행성이 분해되어 하우메아족처럼 분산되려면 몇십억 년이 소요되기 때문에, 하우메아족은 태양계 형성 초기에 형성되었을 것으로 추정된다. 이 결과는 라비노비츠 등이 하우메아족 천체가 특별하게 밝다는 사실에서 표면이 약 1억 년 전쯤에 얼음으로 덮인 적이 있었을 것이라는 추정과 정면으로 상충된다. 몇십억 년 정도의 규모에서는 태양으로부터의 에너지가 얼음을 거의 모두 승화시켜 표면이 어두워질 것이며, 현재까지 이에 대해 타당성 있는 가설은 제기되지 않았다.
하지만 하우메아의 가시광 및 적외선 분광 결과에서는 하우메아의 표면이 비정질 얼음과 결정질 얼음이 1:1로 섞여 있으며, 유기물은 8% 이하로 측정되었다. 얼음의 함량이 많다는 것은 충돌이 1억 년 이상 전에 일어났음을 가리키며, 이 천체들의 표면이 젊다는 가정이 거짓임을 뜻한다.

## 같이 보기
- 소행성족
- 하우메아
  - 하우메아의 위성